# Els Pets

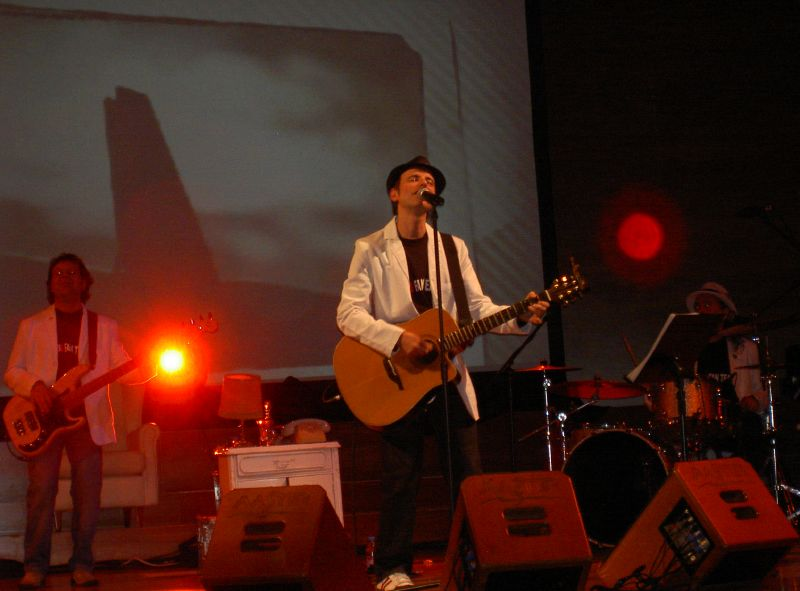
Lluís Gavaldà Els Pets.

Els Pets ist eine katalanische Rockgruppe mit Leadsänger, Komponist und Gitarrist Lluís Gavaldà aus dem Dorf Constantí (Tarragona). Joan Reig spielt Schlagzeug und Falín Cáceres Bass. Bei den ersten beiden Alben wirkte auch noch Gitarrist Ramon Vidal mit. Häufig treten sie mit zusätzlichen Sängern auf, die sich Les Llufes nennen. Jordi Picazos spielt Gitarre und Mandoline, Marc Grasas spielt Gitarre und singt und Joan Pau Chaves spielt Keyboard.

## Geschichte
1997 verkaufte sich das Album Bondia 85.000-mal. 2005 tourten sie zu ihrem 20-jährigen Bestehen durch 20 Städte und Dörfer. Sie wirkten an dem 2006 veröffentlichten Film Rock&Cat über den katalanischen Rock mit. 

## Diskografie

### Alben
- 1989: Els Pets
- 1991: Calla i Balla
- 1992: Fruits Sex
- 1994: Brut Natural
- 1997: Bondia
- 1999: Sol
- 2001: Respira
- 2004: Agost
- 2007: Com anar al cel i tornar
- 2010: Fràgil
- 2013: L'àrea petita
- 2018: Som
- 2022: 1963

### Kompilationen
- 1995: Vine a la Festa
- 2002: Malacara
- Els Singles (enthält Singles der ersten beiden Alben inklusive L’avi Martí und La veïna)

### Singles
- Munta-t’ho bé (Sommerlied von TV3).

### Videoalben
- 2006: Això és espectacle (DVD, Doku + Liveaufnahmen)